# غورد ماكفرلين
غورد ماكفرلين هو لاعب هوكي الجليد كندي، ولد في 18 يوليو 1901 في Snow Lake, Manitoba ‏ في كندا، وتوفي في 2 مارس 1987.

## وصلات خارجية
- غورد ماكفرلين على موقع دوري الهوكي الوطني (الإنجليزية)
- غورد ماكفرلين على موقع قاعة مشاهير الهوكي (لاعب أن.إتش.أل) (الإنجليزية)
- غورد ماكفرلين على موقع EliteProspects.com (الإنجليزية)
- غورد ماكفرلين على موقع HockeyDB.com (الإنجليزية)
- غورد ماكفرلين على موقع Hockey-Reference.com (الإنجليزية)